# Boda (Baranya)
Pour les articles homonymes, voir Boda.
Boda est un village et une commune du comitat de Baranya en Hongrie.

## Nom et attributs

### Toponymie
Le nom de la commune, Boda, pourrait dériver du mot hongrois Boda ou Buda, ou bien du nom slave Budimér.

### Héraldique
Le blason de Boda est basé sur un sceau octroyé au XVIIIe siècle. Il représente un roi debout à côté d'un trône, tenant un bâton de commandement dans sa main droite, tandis qu'un ange ailé portant un cœur se tient de l'autre côté.

## Site et localisation

### Topographie et hydrographie
La ville est située à environ 18 kilomètres à l'ouest de Pécs, au pied sud-ouest du massif du Mecsek. La partie nord de la localité est couverte de forêts, reliant ainsi la commune aux contreforts du Mecsek occidental.

## Histoire
En 1851, Elek Fényes décrivait la localité de Boda comme suit : « …village hongrois du comitat de Baranya, situé en région montagneuse, relevant administrativement de Szentlőrinc. Son territoire couvre 2 576 acres, dont 960 acres de terres arables soumises à redevance seigneuriale, 585 acres de prairies, 245 acres de vignobles, 576 acres de pâturages communaux en forêt, 50 acres de pâturages purs, 90 acres de terres seigneuriales et 70 acres de terres improductives. Le sol est dur, argileux, pierreux et très pauvre. La population compte 800 catholiques romains et 6 juifs. Le domaine appartient à la famille princière Esterházy. »

## Population

### Minorités culturelles et religieuses
Lors du recensement de 2011, la grande majorité des habitants de Boda s’identifiaient comme Hongrois (92,9 %), suivis d’une petite minorité rom (1,9 %) et allemande (1,2 %). Environ 6,9 % des habitants n’ont pas déclaré leur appartenance ethnique, et en raison des identités multiples, le total peut dépasser 100 %.
Concernant la répartition religieuse, la population était majoritairement catholique romaine (60,4 %), tandis que 2,8 % se déclaraient réformés, 0,5 % évangéliques et 0,2 % gréco-catholiques. Les personnes sans affiliation religieuse représentaient 17,5 % des habitants, et 16,8 % n’ont pas répondu à la question.
Lors du recensement de 2022, la structure ethnique a légèrement évolué. La part de la population hongroise a légèrement diminué à 91,8 %, tandis que la minorité allemande est passée à 1,7 % et la minorité rom à 0,7 %. Une part plus importante de la population (4,1 %) s’est déclarée appartenir à d’autres groupes non hongrois, tandis que 7,9 % des habitants n’ont pas répondu à cette question.
En matière de religion, la pratique religieuse a fortement reculé en 2022. Le pourcentage de catholiques romains est tombé à 35,7 %, tandis que 1,2 % des habitants se déclaraient réformés, 1,2 % évangéliques et 0,2 % gréco-catholiques. Les autres chrétiens représentaient 2,4 %, et 0,5 % appartenaient à d’autres branches du catholicisme. Par ailleurs, la proportion de personnes sans confession s’élevait à 15,8 %, et une part significative de la population (42,7 %) n’a pas souhaité répondre.

## Équipements

### Vie culturelle
Les habitants de Boda attachent une grande importance à la préservation des traditions. Les vendanges constituent chaque année un moment fort de la vie du village. Boda est en effet l’une des étapes du festival régional "Automne Méditerranéen", qui accueille des visiteurs autrichiens, allemands et roumains. L’événement débute par une parade équestre dans les rues, suivie de danses de cortège. Sur la scène en plein air, des groupes folkloriques locaux et invités animent la journée au son d’une musique entraînante, tandis qu'un marché artisanal et des ateliers pour enfants attirent de nombreux visiteurs.

### Réseaux extra-urbains
La route nationale 6, qui relie Pécs à Szigetvár, traverse le territoire administratif de Boda, mais la localité est considérée comme un village en impasse, car elle n'est accessible que par une route secondaire de 3 kilomètres, la route 66 108.
Toutefois, Boda reste facilement accessible sans voiture, grâce à une ligne de bus régulière reliant Pécs à Boda.

## Économie
L'économie locale est marquée par un taux de chômage élevé. De nombreux habitants travaillent à Pécs, tandis que d'autres vivent de l’agriculture locale. En 2008, plusieurs petites et moyennes entreprises se sont implantées dans la commune.
Le tourisme joue un rôle central dans l'économie de Boda, grâce à son environnement naturel préservé, au cœur des forêts du Mecsek occidental. La commune attire les amateurs de randonnée, de chasse, d'apiculture, de viticulture et de pêche.

La commune fait partie du vignoble de Fehér-Mecsek. Afin de préserver son héritage viticole, l’association locale des jardiniers et amateurs de vin œuvre à l'amélioration de la qualité de la production. Leurs efforts sont régulièrement récompensés par des médailles d'or et d'argent lors de concours œnologiques renommés.

## Organisation administrative
Les services publics tels que l'école, la maternelle et le service médical général sont situés dans la commune voisine de Bicsérd. Ces établissements sont gérés conjointement par trois localités.
D'un point de vue développement territorial, Boda appartient à l'association intercommunale de Szentlőrinc, conformément à la réglementation en vigueur.
La municipalité est membre de plusieurs associations locales de développement :
- Association municipale d'information, de contrôle et de développement du Mecsek occidental,
- Association intercommunale de développement territorial et de la région de Zöldvölgy.

Le siège de ces organisations est situé à Boda, et leur président est le bourgmestre de la commune.

## Patrimoine urbain

### Monuments
L’église de Boda, dédiée à Saint Jean-Baptiste, a été construite en 1908. Son élément le plus remarquable est son vitrail, réalisé en 1999 par l’artiste Klára H. Barakonyi.
Dans le jardin de l’église se trouve un monument commémoratif en hommage aux soldats de Boda tombés pendant la Première et la Seconde Guerre mondiale.
Boda possède également une maison du patrimoine, située sur le domaine de Zoltán Tímár, où les visiteurs peuvent admirer une collection d'objets et d'outils traditionnels, ainsi qu'une chambre entièrement aménagée dans le style d'autrefois.

## Relations internationales

### Jumelages
Boda est jumelée avec les localités suivantes :
- Holzleithen (Autriche)
- Kaanga (Finlande)
- Racu (Roumanie)